# 54 (romanzo)
54 è un romanzo del collettivo Wu Ming, pubblicato nel 2002.
Il romanzo è ambientato nell'anno 1954 (da cui il titolo), tra l'Italia, la Jugoslavia, la Costa Azzurra, gli Stati Uniti e l'Unione Sovietica. Non è presente un vero e proprio protagonista, in quanto sono presenti almeno tre storie principali, tra le quali il romanzo salta continuamente: una si svolge principalmente a Bologna, la seconda a Napoli, la terza ruota attorno a Cary Grant.
54 è stato tradotto in numerose lingue, tra cui inglese, olandese, portoghese e spagnolo.
Il romanzo è dedicato alla memoria del poeta Gilberto Centi (1947-2000).

## Trama
Gli stolti chiamavano "pace" il semplice allontanarsi del fronte.

Gli stolti difendevano la pace sostenendo il braccio armato del denaro.
Oltre la prima duna gli scontri proseguivano.»
(Incipit del romanzo)
Il romanzo presenta tre storie principali, più varie altre sottotrame che collegano l'una all'altra le trame principali, oppure semplicemente arricchiscono il quadro complessivo.
Una parte del romanzo è centrata su Robespierre Capponi (detto Pierre), ballerino provetto e gestore, e sul fratello Nicola, del bar Aurora di Bologna, il cui proprietario è un membro importante del partito comunista. Vittorio, il padre di Pierre, era stato soldato italiano durante l'occupazione della Jugoslavia e aveva disertato (unendosi ai partigiani) per non dover partecipare a dei crimini di guerra (la fucilazione di dieci civili). Fortemente antistalinista, Vittorio si trova sempre più isolato quando, dopo la morte di Stalin, Tito inizia a riavvicinarsi all'URSS. Rimasto vedovo della sua seconda compagna, non riesce, quindi, più a dare notizie di sé in famiglia. Pierre decide quindi di andare a trovarlo, vedendo nel viaggio anche un modo per imprimere una svolta alla propria vita. Per questo chiede aiuto a un ex-partigiano espulso dal Partito che vive di contrabbando, che gli chiede in cambio di usare la cantina del bar come magazzino di sigarette di contrabbando. Pierre riuscirà a trovare il padre in Jugoslavia; durante questa visita incontrerà Cary Grant, mentre questi viene attaccato da alcuni sicari russi.
Pierre ha una relazione con Angela, moglie di un medico e dirigente del PCI. Angela ha un fratello, rimasto vittima di turbe psichiche dopo aver assistito alla morte della madre nel bombardamento della loro abitazione, alla ricerca di certezze e per poter badare al fratello ha quindi sposato il dottor Montroni. Prima che Pierre parta per la Jugoslavia lo lascia non vedendo più alcuna prospettiva per la loro storia. Durante un temporale Ferruccio ha una crisi e muore lanciandosi da una finestra, Angela in seguito si convincerà che l'abbia fatto per "liberarla" dal matrimonio con Odoacre, questi scopre della relazione fra la moglie e Pierre e rivela alla polizia che Pierre nasconde sigarette nella cantina del bar. Angela riesce ad avvisare Pierre in tempo e lascia Odoacre per cominciare una nuova vita in Inghilterra, dai parenti del professor Fanti (confidente e mentore di Pierre).
Cary Grant, a sua volta, durante un periodo di crisi artistica, viene contattato dal servizio segreto britannico, il quale è intenzionato a girare un film sulla guerra di liberazione jugoslava per ingraziarsi Tito, il dittatore della Jugoslavia, il quale si è recentemente allontanato dalla linea seguita dall'Unione Sovietica. In seguito a questa richiesta, Grant farà un viaggio in Jugoslavia, nel corso del quale incontrerà Pierre Capponi e suo padre durante un tentativo di rapimento da parte del KGB volto a sabotare il riavvicinamento di Tito all'Occidente.
Nel frattempo a Napoli Steve «Cemento» Zollo, killer della mafia al servizio del boss Salvatore Lucania (detto Lucky Luciano), ha sottratto della droga al suo capo col proposito di venderla in Francia. La nasconde in un televisore MacGuffin Electric, rubato da Salvatore Pagano (detto Kociss), il quale tuttavia lo rivende, costringendo Zollo a cercarlo; il killer lo porterà con sé in Francia, dove si reca a trattare una partita di droga per il suo capo e dove Pagano vincerà un'ingente somma al casinò e sarà una comparsa nel film di Alfred Hitchcock Caccia al ladro, il cui protagonista è Cary Grant.
Altre trame importanti riguardano lo stesso televisore MacGuffin, il quale viene trattato come un personaggio vero, capace di pensiero e di osservare cosa avviene attorno a lui. Il televisore dalla base alleata di Agnano finirà nel bar Aurora, da dove verrà mandato in riparazione. Lo stesso bar Aurora è il centro di numerosi capitoli, in cui il narratore è, in un certo senso, collettivo (usa frequentemente il "noi"), in cui è presente un variegato insieme di persone accomunate dalla fede politica comunista. È presente inoltre come personaggio il primo presidente del KGB, Ivan Serov, il quale dà l'ordine di rapire Cary Grant.
Giunto a Bologna per recuperare la droga, Steve deve raggiungere il confine francese per venderla a un trafficante parigino. A tale scopo ingaggia l'ex-partigiano a cui si era rivolto Pierre per andare in Jugoslavia. Pierre nel frattempo non potendo più tenere le casse nel magazzino a causa di una "soffiata" viene ingaggiato dal contrabbandiere per la "missione".
Durante lo scambio, in uno scontro a fuoco fra la banda di Luciano, Cemento, il contrabbandiere e i marsigliesi Pierre è l'unico sopravvissuto e si ritrova coi soldi e la droga dei criminali. Gettata via la droga Pierre raggiunge Genova per fuggire in Messico ma viene raggiunto dalla notizia che il padre ha dovuto lasciare la Jugoslavia. Fuggono quindi insieme in Messico dove compreranno un bar nel quale troveranno anche un giovane avvocato cubano che cerca combattenti ed esperti in lotta partigiana da reclutare, Fidel Castro.
Durante il trascorrere dell'anno 1954 i personaggi del bar Aurora spesso si trovano a discutere di fatti di cronaca reali come il caso Montesi o la disputa per Trieste fra Italia e Jugoslavia o la cacciata dall'Indocina dei francesi da parte di Ho Chi Min.

## Citazioni e riferimenti
Il personaggio di Steve Cemento, nonché quello più secondario di Vic Trimane, sono ispirati al film Lucky Luciano di Francesco Rosi, nel quale Luciano è «costantemente affiancato da due tagliagole in cappotto e occhiale scuro.» 54 contiene anche un omaggio a una scena specifica del film, nella quale Luciano viene schiaffeggiato da un uomo, che successivamente verrà ucciso dai due sgherri di Luciano con un colpo di chiave inglese sul cranio.
Il personaggio di Kociss è stato invece creato con un procedimento inverso, in quanto i Wu Ming lo avevano già creato e in seguito hanno «studiato una sequenza di Caccia al ladro (la scena della rissa al mercato dei fiori di Nizza) per trovare una delle comparse e dire: - Ecco Kociss!»

## Il disco
Nel 2004 gli Yo Yo Mundi pubblicano l'album 54, ispirato all'omonimo romanzo del collettivo Wu Ming e frutto di una collaborazione tra la band e gli autori del libro. L'album contiene estratti del libro recitati da tre diversi attori (Marco Baliani, Giuseppe Cederna e Fabrizio Pagella), accompagnati dalla musica degli Yo Yo Mundi.

## Edizioni italiane ed estere
- Wu Ming, 54, seconda ed., collana Stile Libero, Einaudi, 2002,  pp. 666, cap. 123, ISBN 88-06-16203-9.
- Wu Ming, 54, Grijalbo/Mondadori, Madrid 2003, ISBN 84-397-0985-4.
- Wu Ming, 54, Vassallucci, Amsterdam 2003, ISBN 90-5000-485-7.
- Wu Ming, 54, Heinemann, Londra 2005, ISBN 0-434-01293-9.
- Wu Ming, 54, Harcourt, San Diego/New York 2006, ISBN 0-15-101380-2.
- Wu Ming, 54, Arrow, Londra 2006, ISBN 0-09-947233-3.
- Wu Ming, 54, Conrad, San Paolo del Brasile 2005, ISBN 85-7616-028-5.
- Wu Ming, 54, Plato, Belgrado 2010, ISBN 978-86-447-0523-9
- Wu Ming, 54, Εξάρχεια, Atene 2012, ISBN 978-618-80336-0-3.